# Meryta brachypoda
Meryta brachypoda là một loài thực vật thuộc họ Araliaceae. Loài này có ở Polynésie thuộc Pháp và Pitcairn.